# Wool (Dorset)
Wool es un pueblo en el distrito de Purbeck, Dorset, Inglaterra. Tiene una población de 4.118 habitantes (2001), a pesar de que la misma ha fluctuado durante los últimos quince años, debido a su proximidad a instituciones militares, alcanzando los 4.300 habitantes en 1992. Se encuentra ubicado a medio camino entre Dorchester, la capital del condado, y Wareham.
- Datos: Q1218503
- Multimedia: Wool, Dorset / Q1218503